# Emanuele Bindi
Emanuele Bindi (Pistoia, 7 oktober 1981) is een Italiaans wielrenner die anno 2011 uitkomt voor Meridiana-Kamen. Hij reed in het verleden voor onder andere Lampre.

## Overwinningen
2003
- 5e etappe Ruban Granitier Breton

## Resultaten in voornaamste wedstrijden
| Jaar | Ronde van Italië | Ronde van Frankrijk | Ronde van Spanje |
| ---- | ---------------- | ------------------- | ---------------- |
| 2008 |                  |                     | 129e             |
| 2009 |                  |                     | 128e             |

| Jaar | Milaan-San Remo | Parijs-Tours |
| ---- | --------------- | ------------ |
| 2008 |                 | 104e         |
| 2009 | 148e            |              |